# آیلند ایر (هاوایی)
آیلند ایر (هاوایی) (به انگلیسی: Island Air (Hawaii)) یک شرکت هواپیمایی با کد یاتا WP است که در ۱۹۸۰ میلادی تأسیس شده‌است. دفتر مرکزی آیلند ایر (هاوایی) در هونولولو، هاوایی، ایالات متحده آمریکا واقع شده‌است و قطب این شرکت هواپیمایی در فرودگاه بین الملی هونولولو قرار دارد و به ۳ مقصد، پرواز انجام می‌دهد.